# Cales de Manacor
Cales de Manacor este o arie protejată (sit de importanță comunitară — SCI) din Spania întinsă pe o suprafață de 585,27 ha, integral pe uscat.

## Localizare
Centrul sitului Cales de Manacor este situat la coordonatele 39°29′31″N 3°17′10″E / 39.492°N 3.2861°E.

## Înființare
Situl Cales de Manacor a fost declarat sit de importanță comunitară în aprilie 2004 pentru a proteja 13 specii de animale.

## Biodiversitate
Situată în ecoregiunea mediteraneană, aria protejată conține 8 habitate naturale: Izvoare petrifiante cu formare de travertin (Cratoneurion), Dune mobile cu vegetație embrionară, Pseudostepă cu ierburi și specii anuale de Thero-Brachypodietea, Pășuni mediteraneene udate de apa mării (Juncetalia maritimi), Păduri de Olea și Ceratonia, Phrygana endemică cu Euphorbio-Verbascion, Faleze cu vegetație de Limonium spp. endemic de pe coastele mediteraneene, Vegetație anuală la limita mareei.
La baza desemnării sitului se află mai multe specii protejate:
- păsări (11): stârc roșu (Ardea purpurea), pasărea ogorului (Burhinus oedicnemus), caprimulg (Caprimulgus europaeus), erete de stuf (Circus aeruginosus), egretă mică (Egretta garzetta), șoim călător (Falco peregrinus), Galerida theklae, Larus audouinii, stârc de noapte (Nycticorax nycticorax), Phalacrocorax aristotelis desmarestii, Sylvia sarda
- mamifere (1): liliac cu aripi lungi (Miniopterus schreibersii)
- reptile (1): țestoasă bănățeană (Testudo hermanni)

Pe lângă speciile protejate, pe teritoriul sitului au mai fost identificate 9 specii de plante.